# Завод з виробництва рідкого палива в Їньчуані
Завод з виробництва рідкого палива в Їньчуані — виробництво вуглехімічної промисловості в Нінся-Хуейському автономному районі Китаю.
В 2006-му компанія Shenhua Ningxia Coal запустила у виробничій зоні Ніндонг (чотири десятки кілометрів від столиці автономного регіону міста Їньчуань) виробництво метанолу з вугілля. У першій половині 2010-х тут же стали до ладу дві черги заводу, котрий продукує олефіни методом метанолового синтезу. А в 2016-му ввели в експлуатацію найпотужніший об'єкт майданчику — завод з виробництва рідкого палива. Він займає територію у 560 гектарів та оснащений 28 газифікаторами, продукований якими газ живить дві основні виробничі лінії. Їхня сукупна проектна потужність становить 2,7 млн тонн дизельного пального, 980 тисяч тонн газового бензину та 340 тисяч тонн пропан-бутанової фракції (ЗНГ) на рік. Для синтезу 1 тонни вуглеводнів споживається 3,5 тонни вугілля.
Серед побічних продуктів заводу можливо назвати 200 тисяч тонн сірки, 75 тисяч тонн суміші спиртів та 145 тисяч тонн сульфату амонію.
Газовий бензин та ЗНГ призначаються для розташованої на майданчику Shenhua Ningxia установки парового крекінгу, також призначеної для виробництва олефінів.